# میگ-ای‌تی
میکویان میگ-ای‌تی (به انگلیسی: Mikoyan MiG-AT) یک هواپیمای ساختِ کارخانهٔ میگ در کشور اتحاد جماهیر سوسیالیستی شوروی است. این هواپیما برای نخستین بار در ۱۶ مارس ۱۹۹۶ میلادی پرواز کرد.
در رقابت با یاکوولف یاک-۱۳۰  برای ارتش روسیه شکست خورد